# András Gödi
András Gödi, noto anche come András Hermann (13 gennaio 1909 – ...), è stato un calciatore ungherese, di ruolo attaccante.

## Carriera
Giocò nel Ferencvaros durante la stagione 1929-1930.